# 坂口茂
坂口 茂（さかぐち しげる、1957年（昭和32年）2月25日 - ）は、日本の政治家。石川県輪島市長（1期）。

## 来歴
石川県輪島市出身。1980年徳島大学工学部建設工学科卒。建設会社勤務を経て、1982年旧輪島市役所に入庁。都市整備課長、企画課長、交流政策部長などを歴任した。2013年輪島市副市長に就任。2022年3月、輪島市長選挙に立候補し、元市職員を破って初当選した。